# Obuhiv
Obuhiv (în ucraineană Обухів) este orașul raional de reședință al raionului Obuhiv din regiunea Kiev, Ucraina. În afara localității principale, mai cuprinde și satele Lendî și Tațenkî.

## Demografie
Componența lingvistică a orașului Obuhiv
     Ucraineană (87,11%)
     Rusă (12,26%)
     Alte limbi (0,23%)
Conform recensământului din 2001, majoritatea populației orașului Obuhiv era vorbitoare de ucraineană (87,11%), existând în minoritate și vorbitori de rusă (12,26%).

## Personalități născute aici
- Aliona Savcenko (n. 1984), patinatoare sportivă ucraineană;
- Nikolai Berdiaev (1874 - 1948), filozof rus;
- Andrei Malîșko (1912 - 1970), scriitor, traducător, om politic.